# Česká politika vůči Tibetu
Česká politika vůči Tibetu je jevem, odrážejícím se nejen na domácí politické scéně, ale i na aktivitách české občanské společnosti. Ačkoli je oficiální česká zahraniční politika vůči Tibetu, potažmo k Čínské lidové republice neměnná, vyvolávají oficiální zveřejněná vyjádření i konstatování ze strany jednotlivých politiků či stran téměř okamžité reakce a diskuze napříč českou společností. Stále přítomný význam takzvané „tibetské otázky“ vychází z české historie a osobností, které přispěly k určitému zájmu o tuto problematiku, jež je částečně interně spojována s počátky české svobody a demokracie.

## Tibetská otázka
Světová diskuze takzvané tibetské otázky zahrnuje převážně téma politického uspořádání Tibetu. Země je od čínské invaze, ke které došlo v roce 1950, integrální součástí ČLR a spadá tak pod její suverénní vládu. V českém prostředí se vyskytuje mnoho ustálených nepravd. Jednou z nich je prezentace snahy tibetské exilové vlády o tibetskou nezávislost, což je nesprávně používaný termín. Nediskutuje se o úplné tibetské nezávislosti, ale spíše o tibetské autonomii, kde by v čele státu stál tibetský duchovní vůdce dalajláma. Dalším častým mýtem je snaha o vyčíslení přímé úměry mezi pragmatickým přístupem české vlády k této otázce a zlepšením ekonomické situace v ČR. Ve skutečnosti export českého zboží do Číny představuje pouze 1 % z celkového vývozu. Podstatný problém vidí mezinárodní organizace a vlády demokratických států také v porušování lidských práv a svobod náboženského vyznání. Vůči Tibeťanům dochází ze strany čínské vlády k silným represím, které mají za následek pokles vzdělanosti, životní úrovně a například i vlnu sebeupalování tibetských mnichů. Cílem mezinárodních organizací je tyto násilné prostředky co nejvíce zmírnit a eliminovat.
Politika vůči Tibetu, spojená s problematikou porušování lidských práv, je v České republice historicky stálým předmětem politických debat. Na vnesení ochrany lidských práv do české zahraniční politiky se v 90. letech podílel hlavně tehdejší prezident Václav Havel a ministr zahraničí Jiří Dienstbier. Tyto osobnosti tak pokračovaly v tradici Charty 77, kde byl koncept ochrany lidských práv jedním z primárních témat. Formálně byla lidská práva poprvé zakotvena v ústavě roku 1993. Samotná preambule byla zformulována Václavem Havlem a následně editována tehdejším předsedou České národní rady Milanem Uhdem. Pro českou společnost nebyla ani tak podstatná formální stránka podpory lidských práv, ale spíše ta neformální, tedy osvojování si euroatlantických hodnot, jejímiž základními prvky jsou například lidská důstojnost, svoboda, demokracie a rovnost.
Nyní se kromě politické sféry tibetskou otázkou zabývá i řada neziskových organizací. V evropském měřítku Česká republika patří mezi občansky nejaktivnější státy.

## Oficiální politika
Oficiální politika podpory Tibetu, jež byla v 90. letech zahájena prezidentem Václavem Havlem, tedy osobností, jež po celý život bojovala proti upírání práv a svobod a celkově nespravedlnosti v jakékoli podobě, byla ale spíše výjimkou mezi postoji následujících českých vrcholných politiků.
Politika samostatné České republiky je velmi ovlivněna mnoha dlouholetými diplomaticko-politickými kontakty z období Československé socialistické republiky. V období po druhé světové válce měly k sobě tehdejší ČSSR a Čínská lidová republika blízko díky bipolarizaci světa na západní a východní blok, jehož byly součástí. Dokazuje to návštěva vysokého čelného představitele Číny – maršála Em Ču Tema v ČSSR roku 1956 a podepsání Smlouvy o přátelství a spolupráci mezi Československou republikou a Čínskou lidovou republikou tehdejším předsedou vlády Viliamem Širokým a Mao Ce Tungem a jeho věrným druhem Čou En Lajem o rok později. ČSSR také podpořila Čínu na fóru OSN ohledně potlačení tibetského povstání v roce 1959. Po čínské kulturní revoluci začaly vztahy mezi Čínou a Moskvou ochabovat, Československo, jako satelit, stálo na straně Moskvy. Zlepšení situace nastalo v 80. letech. Po sametové revoluci Čína podpořila vznik ČSR, stejně jako vznik ostatních ruských satelitů jako samostatných států.
Nejednotný pohled na čínské řešení tibetské otázky je velmi patrný zejména po vzniku samostatné České republiky v roce 1993, a to jak v odborné, tak i v laické veřejnosti. Tento jev je vidět zejména na rozdílných pohledech českých vysokých představitelů. Směr, který klade důraz na lidská práva a celkové soucítění s tibetským obyvatelstvem začíná být registrován se zmíněným nástupem Václava Havla do prezidentského úřadu. Již v únoru 1990 byl na Havlovo pozvání přijat dalajláma (což vyústilo v protesty čínské strany). Vrchní představitel Tibetu byl v Praze ještě několikrát (například v letech 1997, 2000, 2002 a 2003). Neexistující synchronizace v zahraniční politice České republiky se projevila již v roce 1991, kdy premiér Čalfa podepsal při návštěvě Číny Dohody mezi vládou České a Slovenské republiky a vládou Čínské lidové republiky o podpoře a vzájemné ochraně investic. V ní se mimo jiné píše, že: „Vzájemné rozdíly v politické kultuře nebudou zásadním problémem pro oficiální vztahy a nekolidují s ekonomickými zájmy.“ K této části smlouvy se ČLR obrací dodnes, kdykoliv nastane problém ohledně Tibetu či Tchaj-wanu. Po rozdělení ČSR na Českou republiku a Slovenskou republiku ztratily obě země v očích Číny na významu, což dokazuje absence výskytu čínských návštěv na nejvyšší vládní úrovni v České republice až do roku 2005, zatímco čeští čelní představitelé zavítali do Čínské lidové republiky několikrát (1991 premiér Čalfa, 1994 premiér Klaus, 1999 premiér Zeman, 2004 prezident Klaus). Ke zlepšení vztahů mezi těmito dvěma zeměmi příliš nepomohla ani rezoluce kritizující nedostatečné dodržování lidských práv v Číně, která prošla parlamentem ČR v roce 1998. Zvýšení prestiže ČR v očích Číny nastalo až vstupem do Evropské unie roku 2005. Od té doby jsou státní návštěvy častější, v letech 2005–2007 navštívily Čínu desítky českých politiků a náměstků, včetně premiéra Paroubka. Ministerstvo zahraničních věcí ČR (MZV ČR) vydalo roku 2006 prohlášení podporující územní celistvost Číny, kterým se odklonilo od akcí neziskových organizací jako Vlajka pro Tibet.
Nejednotný pohled na situaci v Tibetu je však patrný v Poslanecké sněmovně, kde se zformuloval Klub přátel ČLR, jako opozice proti němu byla založena Skupina přátel Tibetu roku 2007. Toto uskupení stálo i za mediálně probíraným pověšením tibetské vlajky v Poslanecké sněmovně téhož roku.
Ačkoliv ČR neměla výhrady k Číně jako pořadateli olympijských her, české vládní špičky tuto událost po zprávách o velmi násilném potlačování tibetských demonstrací v roce 2008 raději vynechaly. Oficiální důvody byly různé. Prezident Klaus si na dobu pořádání vrcholové akce naplánoval lékařský zákrok, tehdejší premiér Mirek Topolánek navštívil v Pekingu pouze český olympijský dům.
V současné době jsou mediální stanoviska českých špiček jednotnější, přestože nevybočují z historicky daného (i když ne tak mediálně prezentovaného) pohledu na tematiku. Tato nově nabytá odvaha vyjádření podpory Číně vyvolává mediální neklid na české scéně, kde mají obyvatelé tendenci k soucítění s tibetským obyvatelstvem ze zjevných historických důvodů. Odborník na mezinárodní vztahy a současný[kdy?] náměstek ministra zahraničí Petr Drulák vybízí k pragmatičtějšímu přístupu k věcem: „Pro několik miliard lidí je stále důležitější osvobození od hladu než svoboda politického projevu.“ Podle něj se nemají využívat lidská práva jako ultimátum, ale jako jeden z prostředků k vedení dialogu a ekonomickému blahobytu subjektů. Ministr zahraničí Lubomír Zaorálek v dubnu 2014 vyloučil svou podporu pro Tibet v této otázce přes tiskové prohlášení MZV, prezident Zeman v říjnu téhož roku prohlásil, že „Česká republika Tibet neuznává“.

## Politické strany
Významné politické strany, se stálejší volební podporou, se oficiálně ve své vizi zahraniční politiky dotýkají Tibetu či tibetské problematiky na velmi obecné úrovni. Strany jako ODS, ČSSD, KSČM, KDU-ČSL, ANO, TOP 09 ve svých volebních programech a prohlášeních ohledně zahraniční politiky pravidelně jasně deklarují prosazování a podporu lidských práv v Evropské unii a na celém světě, či podporu zemím, kde jsou demokratické zásady a lidská práva porušována. V tomto případě se tedy nejedná o klasické rozdělení „levice-pravice“. Detailněji lze nalézt zmínky o vztahu zahraniční politiky k Tibetu ve volebním programu Občanské demokratické strany z roku 2010 a zejména v programu Strany zelených ze stejného roku, kde je výslovná zmínka o nesouhlasu s tzv. ekonomickou diplomacií, která se na úkor obchodních zájmů České republiky nezabývá svobodou Tibetu.
Pokud jde však o nepsané stanovy stran, pak jsou tradiční i některé nově vzniklé české politické strany, a zejména jejich jednotliví členové, aktivní ohledně zahraniční politiky vůči Tibetu. Strany a jednotliví členové obvykle reagují a zapojují se do veřejných diskuzí, a to zejména při výrocích vládních představitelů. Aktivnější prosazování svých názorů ohledně tibetských práv, jak to dělá Strana zelených, jež právě v roce 2014 vyzvala vládu „aby ochrana lidských práv byla zohledňována při prosazování hospodářských cílů ČR“ či LES, která se zúčastnila kampaně na podporu Tibetu ve stejném roce, je v českém prostředí ojedinělým jevem, co se stranické politiky týče. Povětšinou je vyjadřování souhlasu/nesouhlasu a osobního názoru jednotlivého politika/strany prezentováno skrze reakci na konkrétní výrok čelného představitele ČR.
Vášnivou diskuzi napříč politickým spektrem vyvolaly názory na čínsko-tibetský problém tehdejšího premiéra Petra Nečase z roku 2012, kdy Nečas považoval „dalajlamismus“ za překážku exportu, či výroky ministra zahraničních věcí Lubomíra Zaorálka. V tomto případě se jednalo o prohlášení českého ministra zahraničních věcí po přijetí jeho protějškem Wang I v Pekingu (28. – 30. března 2014). Lubomír Zaorálek konstatoval, že je Tibet neoddělitelnou součástí čínského území a proto „Česká republika v této souvislosti nepodporuje samostatnost Tibetu v jakékoliv formě“. Po vlně kritiky ze strany veřejnosti, ale i některých politiků (například místopředsedy senátu ČR, Přemysla Sobotky), která se po prohlášení ministra zahraničí v Číně strhla, Zaorálek argumentuje tím, že se tak České republice otevírají nové možnosti v Číně, jako jsou například studentské výměny, kulturní spolupráce a v neposlední řadě jde o obchodní zájmy. Zaorálek tvrdí, že stvrzení jednotnosti Číny bylo nevyhnutelné, pokud Česká republika chce v těchto věcech s Čínou jednat. Nejnovější vyjádření k problematice jsou z úst prezidenta republiky Miloše Zemana z druhé poloviny roku 2014. Proti postoji Lubomíra Zaorálka i Miloše Zemana se ohradil ředitel organizace Člověk v tísni Šimon Pánek, podle kterého se o Tibetu při návštěvách vůbec jednat nemuselo, obdobně se vyjádřil místopředseda ODS Martin Kupka, který tento krok chápe jako ústupek komunistickému režimu. Z dlouhodobého hlediska je však česká zahraniční politika neměnná a oficiální programy stran značně obecné.

## Občanská aktivita
Česká republika patří v Evropě k tradičně aktivním státům v oblasti kampaní a sdružení na podporu Tibetu. Česká společnost se díky těmto organizacím a aktivnímu zájmu pravidelně účastní například celosvětové kampaně „Vlajka pro Tibet“, zaměřené proti dlouhodobému porušování lidských práv v Tibetu, a to s podporou měst, radnic, magistrátů či krajů, která začala v roce 1996. K nejvýznamnějším organizacím v České republice patří občanské sdružení Lungta, obecně prospěšná společnost Most (dříve pod názvem M.O.S.T.), občanské sdružení Potala a Amnesty International ČR. Právě Amnesty International má na svědomí kampaň podporující Tibet, která odstartovala v roce 2014 pod heslem „Nenecháme Tibet zmizet”. Hlavním vrcholem této kampaně se stala akce, která se konala 10. března 2014, tedy právě na den „Vlajky pro Tibet". V tento den se před čínským velvyslanectvím v Praze sešlo více než 400 lidí, aby demonstrovali proti tamnímu utlačování občanských svobod. Mezi další aktivity občanské společnosti lze zařadit petice za řešení situace či podporu Tibetu adresované Parlamentu České republiky, například v letech 1996, 2003 a 2009, tehdy v rámci mezinárodní aktivity Students For a Free Tibet. Občanská sdružení se pak dále angažují ve veřejných sbírkách, workshopech, přednáškách, festivalech (např. Festival pro Tibet, kterého se každoročně účastní několik desítek českých měst) či ve snaze zvát tibetské politické vězně, jako tomu bylo v roce 2005 u návštěvy bývalé nejdéle vězněné politické vězeňkyně Ngwang Sangdol. K významným událostem týkajících se zájmu české společnosti o tibetskou problematiku patří 4. mezinárodní konference na podporu Tibetu v roce 2003, kterou organizovala Tibetská exilová vláda, organizace Friedrich – Naumann – Stiftung a Forum 2000, které se v Praze zúčastnilo na 250 organizací z celého světa. Právě Fora 2000 se jeho svatost dalajláma zúčastnil šestkrát, dohromady pak navštívil Prahu desetkrát. Poprvé přijel v roce 1990 do tehdejšího Československa na pozvání Václava Havla, který tak oficiálně učinil jako historicky první hlava státu. Prozatím poslední akcí občanské společnosti je Petice za zachování podpory Tibetu, která čítá bezmála 16 000 online podpisů. V petičním výboru této akce je například Martin Bursík, zakladatelka zmíněné Skupiny přátel Tibetu PSP ČR či filantrop Martin Hausenblas.
Zájem o tibetskou problematiku také udržují česká média pomocí poskytování informací o aktuálních politických i občanských událostech. V Čechách navíc vychází Tibetské listy, které poprvé vyšly v létě roku 1998 v rámci občanského sdružení Lungta. V roce 2012 pak převzalo vydávání Tibetských listů občanské sdružení Potala. Překvapivě již v minulosti byli občané o událostech v Tibetu zpravováni v Rudém právu, k tomu docházelo zejména v období po roce 1959 a to průměrně jednou za tři dny. Problematikou Tibetu se v dnešní době též zabývá přední český sinolog Rudolf Fürst či tibetolog Josef Kolmaš.

## Shrnutí
Politika České republiky vůči Tibetu je na oficiální úrovni velmi konstantní již od padesátých let. Fakt, že bývalé Československo bylo dlouhá léta součástí sovětského bloku, který udržoval úzké vztahy s Čínou a to, že je Čína ekonomicky (snaha o zlepšení exportu českých firem) i strategicky významným hráčem mezinárodní politiky, se odráží ve vztahu k Tibetu až dodnes. Česká republika zároveň pokračuje v prohlubování vzájemné spolupráce na principech dohodnutých ve společných prohlášeních obou vlád z roku 1999 a 2005 a dále potvrzuje dodržování zásady Charty OSN o nevměšování se do vnitřních záležitostí ostatních zemí. I proto není neobvyklé, že tedy nadále i vůči Tibetské otázce uznáváme územní celistvost Čínské lidové republiky. Díky naší demokratické transformaci a nejspíše i charismatu Václava Havla je však naše společnost citlivá k otázkám porušování lidských práv a suverenity Tibetu. Jak již bylo řečeno, už v roce 1989, kdy se stal poprvé Václav Havel prezidentem, byl hned jeho jménem pozván na oficiální návštěvu do Prahy Dalajláma. Tento odvážný krok vstříc Tibetu učinil Václav Havel jako vůbec první hlava státu.
Všechny tyto prvky se pak odráží i na domácím stranickém systému, kde jednotliví představitelé stran i strany jako celky reagují na výroky ohledně Číny a Tibetu se stejnou dynamikou, jakou reaguje občanská společnost. Tyto reakce lze jednak vnímat ze stranického pohledu jako například pokus o oslabení postavení v té době vládnoucích koalic, spíše však také jako nelibost k domnělému „napadení“ tradic a hodnot naší novodobé demokracie, jejíž počátky mohou být spojovány s mentální podporou a zájmem o Tibet, či s osobou Václava Havla.
Ačkoli Česká republika Tibet nikdy formálně neuznala, občané jsou v tomto směru velmi aktivní. Funguje řada organizací a kampaní zaměřených na podporu Tibetu (Lungta, Most, Potala, ad.). Občané České republiky a podobně smýšlející radnice také každoročně vyvěšují tibetské vlajky. Česká republika se tak ocitá v prostředí, kdy vyšší političtí představitelé podporují převážně pragmatický přístup k této otázce, zatímco z řadového obyvatelstva České republiky vznikají a fungují nezávislé organizace, které soucítí s Tibetem. Je zde zjevný historický kontext - podobně, jak dnes žijí pod správou Číny Tibeťané, žili v minulosti i Češi.

### Seznam použité literatury
- FÜRST, Rudolf. Česko-čínské vztahy po roce 1989, 235 s. Vyd. 1. V Praze: Karolinum, 2010. ISBN 978-80-246-1653-7.
- HANDL, Vladimír. Zahraniční politika České republiky 1993–2004: úspěchy, problémy a perspektivy. Editor Otto Pick. Praha: Ústav mezinárodních vztahů, 2004, 268 s. ISBN 80-86506-39-8.